# Зарічанська сільська рада (Верхньодніпровський район)
| Зарічанська сільська рада — орган місцевого самоврядування у Верхньодніпровському районі Дніпропетровської області з адміністративним центром в селі Заріччя. Сільській раді підпорядковані населені пункти: - c. Заріччя - с. Бородаївські Хутори - с. Василівка - с. Домоткань - с. Корнило-Наталівка - с. Якимівка |

## Склад ради
Рада складається з 16 депутатів та голови.

## Керівний склад сільської ради
| ПІБ                          | Основні відомості                                                         | Дата обрання | Дата звільнення |
| ---------------------------- | ------------------------------------------------------------------------- | ------------ | --------------- |
| Мубаракшин Василь Ільсурович | Сільський голова, 1951 року народження, освіта, безпартійний              | 26.03.2006   | 31.10.2010      |
| Крот Микола Федотович        | Сільський голова, 1952 року народження, освіта вища, член Партії регіонів | 31.10.2010   |                 |

Примітка: таблиця складена за даними джерела

## Розташування
Зарічанська сільська рада розташована в західній частині Верхньодніпровського району Дніпропетровської області, за 12  км від районного центру, вздовж берегів річок Дніпро та Домоткань.

## Соціальна сфера
На території сільської ради знаходяться такі об'єкти соціальної сфери:
- Зарічанський фельдшерсько-акушерський пункт;
- Домотканський фельдшерсько-акушерський пункт;
- Бородаївсько-Хутірський фельдшерсько-акушерський пункт;
- Зарічанський сільський будинок культури;
- Домотканський сільський клуб;
- Зарічанська сільська бібліотека;
- Якимівська сільська бібліотека.